# Râul Epureni, Jijia
Râul Epureni sau Râul Iepureni este un curs de apă, afluent al râului Jijia. 